# アンノボン空港
アンノボン空港（Annobon Airport）は赤道ギニア、アンノボン島サンアントニオ・デ・パレにある空港。2013年10月15日にテオドロ・オビアン・ンゲマ大統領の元、開港された。

## 就航路線
| 航空会社                    | 就航地       |
| --------------------------- | ------------ |
| CEIBAインターコンチネンタル | バタ, マラボ |